# エフガルチギモド アルファ
エフガルチギモド アルファ（Efgartigimod alfa）は重症筋無力症の治療に使用される医薬品である。
主な副作用には呼吸器感染症、頭痛、尿路感染症などがある。
胎児性Fc受容体遮断薬という新しい作用機序を持つ薬剤である。本薬は胎児性Fc受容体（FcRn）に結合するヒトIgG1抗体のFc断片であり、FcRnによる免疫グロブリンG（IgG）の血液中への再汲み上げを阻害する。これにより、重症筋無力症に存在する異常なアセチルコリン受容体（AChR）抗体を含むIgGの全体量を減少させる作用がある。米国では2021年12月に医療用医薬品として承認された。日本では2022年1月に承認された。

## 効能・効果
- 全身型重症筋無力症（ステロイド剤又はステロイド剤以外の免疫抑制剤が充分に奏効しない場合に限る）[6]

成人における抗アセチルコリン受容体抗体陽性の全身型重症筋無力症（gMG）の治療に適応を有している。

## 副作用
重大な副作用として感染症（6.8%）（帯状疱疹、上咽頭炎、インフルエンザ等）が知られている。

## 作用機序
重症筋無力症は自己免疫疾患の一つであり、特に抗アセチルコリン受容体抗体（AChR抗体）が約80-85%に見られる。AChR抗体はIgG1抗体であり、補体を活性化させて神経筋接合部を破壊し、筋肉の運動機能を失わせる。
一方でIgG1は半減期約23日で血中から除去されるが、この長寿命はIgG1がエンドソームに取り込まれてリソソームで分解される前に胎児性Fc受容体（FcRn）により救出され、再利用される機構による。従ってFcRnを阻害するとIgG1がエンドソームからリサイクルされずに分解され、IgG1の半減期が短縮する。この時IgG1が一様に減少し、以ってAChR抗体も減少する。
ヒトIgG1抗体のFc断片であり、FcRnに結合してIgG1の結合を競争的に阻害し、AChR抗体を減少させる。

## 成分
ヒトIgG1のFc領域類縁物質であり、ヒトIgG1のアミノ酸の221-447番目に相当し、252、254、256、433、434番目のアミノ酸は其々Tyr、Thr、Glu、Lys、Pheに置換されている。

## 臨床試験
167名の重症筋無力症患者を本薬とプラセボを投与する群に無作為に分けることで行われた、26週間のランダム化比較臨床試験で安全性と有効性の評価が行われた。結果、重症筋無力症の日常生活機能評価指標において、1サイクル目の治療でプラセボ投与群の30%に対し本薬投与群は68%の患者に改善が認められた。筋力低下の評価指標においても本薬投与群の方が奏効率が高かった。

## 承認
米国では、迅速審査および希少疾病用医薬品の指定申請が承認され、2021年12月に医療用医薬品として承認された。
日本では2020年6月5日に希少疾病用医薬品に指定され、2022年1月20日に承認された。

## 関連資料
- Howard JF, Bril V, Vu T, Karam C, Peric S, Margania T, Murai H, Bilinska M, Shakarishvili R, Smilowski M, Guglietta A, Ulrichts P, Vangeneugden T, Utsugisawa K, Verschuuren J, Mantegazza R (July 2021). “Safety, efficacy, and tolerability of efgartigimod in patients with generalised myasthenia gravis (ADAPT): a multicentre, randomised, placebo-controlled, phase 3 trial”. Lancet Neurol 20 (7):  526?536. doi:10.1016/S1474-4422(21)00159-9. PMID 34146511.